# Dziewczęta z Nowolipek (powieść)
Dziewczęta z Nowolipek – powieść Poli Gojawiczyńskiej, publikowana najpierw w odcinkach na łamach „Gazety Polskiej”, a następnie wydana w formie książkowej w 1935 roku. 

## Opis
Książka opowiada o losach kilku przyjaciółek, dorastających na warszawskiej ulicy Nowolipki i o konfrontacji ich marzeń z rzeczywistością. Utwór zawiera pierwiastki autobiograficzne. W 1937 roku Gojawczyńska opublikowała kontynuację Dziewcząt z Nowolipek, zatytułowaną Rajska jabłoń, obie części cyklu funkcjonują razem pod określeniem „dylogia warszawska”.
Powieść podzielona jest na dwie części i składa się z serii epizodów, dotyczących każdej z postaci. Pisana jest za pomocą mowy pozornie zależnej.
Została dwukrotnie zekranizowana: po raz pierwszy w 1937 przez Józefa Lejtesa i po raz drugi w 1985 przez Barbarę Sass (ta ekranizacja obejmuje również treść Rajskiej jabłoni).